# 동구여자중학교
동구여자중학교(東丘女子中學校)는 대한민국 서울특별시 성북구 성북동에 있는 사립 중학교이다.
- 1942년 6월 17일 : 경성 동구 가정 실수 여학교 설립 인가

- 1942년 7월 20일 : 개교 및 설립자 성암 조석봉 선생 교장 취임
- 1950년 2월 15일 : 재단 법인 동구 학원 설립인가
- 1954년 1월 5일 : 서울동구여자중학교, 서울동구여자상업고등학교(2개교)로 개편
- 1961년 3월 31일 : 동대문에서 현재의 성북동 교사로 이전
- 1964년 1월 24일 : 학교 법인 동구 학원 조직 변경
- 1969년 3월 3일 : 동구여자중학교 교장으로 김정옥 박사 취임
- 2017년 5월 15일 : 동구여자중학교 제10대 교장으로 오환태 선생 취임
- 2021년 3월 2일 : 동구여자중학교 제11대 교장으로 이종호 선생 취임
- 2024년 9월 2일 : 동구여자중학교 제 12대 교장으로 임강온 선생 취임

## 참고 자료
- 동구여자중학교 - 한국교육학술정보원 학교알리미